# سين+ كلاسيك

شعار قناة سين+ كلاسيك التلفزيونية

سين+ كلاسيك (بالفرنسية: Ciné+ Classic) إحدى قنوات +Ciné  المخصصة للأفلام الكلاسيكية من جميع أنحاء العالم ، وخاصة السينما الأمريكية والفرنسية. يتم بث جميع الأفلام بلغتها الأصلية مع ترجمة فرنسية أو في قناة صوتية منفصلة مع دبلجة فرنسية (للأفلام غير الفرنسية)
هناك ارتباط وثيق بين (السينما الفرنسية)، و(كلاسيكيات سينمائية).
تدعم هذه القناة الأحداث الخاصة في سينماتيك Cinémathèque Française  من خلال عرض الأفلام (على سبيل المثال، عرض جميع أفلام المخرج الأمريكي نيكولاس راي في نفس الوقت الذي أقامت فيه سينماتيك معرضًا استعاديًا للمخرج)، وهناك أيضًا بعض الصلة بين السينما السينمائية الكلاسيكية، ومهرجان أفلام لاروشيل la rouchelle film festival في فرنسا.
كان مضيف القناة الذي يلقي كلمة موجزة قبل معظم الأفلام هو جان جاك برنارد. قام مؤخرًا بتقديم عرضه داخل متحف سينماتيك، وفي الخلفية يمكنك مشاهدة ملصق أفلام لومير الأولى Lumiere  والديكورات للدكتور كاليجاري، وسلع سحرية أخرى من تاريخ السينما. يحاول برنارد بمظهره (سمين مع نظارات ثقيلة ومظهر عاطفي) أن يجسد الراحل هنري لونجلوا.
تعرض القناة كل شهر بعض الأفلام الوثائقية الأصلية عن السينما، وصانعي الأفلام مثل أفلام غودار، ورينوار، وغيرهم من سادة السينما، لكن في معظم الأوقات، تعد سيني سينما كلاسيك متعة حقيقية.
كان هناك العديد من الدورات الرائعة (تعبير عن عرض العديد من الأفلام لمخرج واحد في شهر واحد): آلان دوان - ألفريد هيتشكوك - جون فورد - روبرت بريسون - تشارلي شابلن - نيكولاس راي - جان رينوار - جان جريميلون - فيديريكو فيليني - إرنست لوبيتش - ميكيو ناروس، وغيرهم الكثير.

## وصلات خارجية
https://www.canalplus.com/chaines/cineplus سين+ كلاسيك
https://mihsignvision.fandom.com/wiki/MultiTh%C3%A9matiques سين+ كلاسيك
https://www.cinepremiere.com.mx/ سين+ كلاسيك